# Atlantis, der verlorene Kontinent
Atlantis, der verlorene Kontinent (im Original Atlantis, the Lost Continent) ist ein US-amerikanischer Fantasyfilm des Regisseurs George Pal aus dem Jahr 1960. Das Drehbuch basiert auf dem Stück Atalanta, a Story of Atlantis von Gerald Hargreaves. Die Erstaufführung in Deutschland fand am 5. Mai 1961 statt.

## Handlung
Der griechische Fischer Demetrios und sein Vater Petros retten eine Frau aus einem Schiffswrack. Die Frau ist Prinzessin Antillia. Sie verschweigt, dass sie aus Atlantis stammt, deren Bewohner eine technologisch hochstehende Zivilisation errichtet haben. Demetrios erklärt sich bereit, Antillia zurück nach Atlantis zu bringen. Bei seiner Ankunft wird er versklavt. 
Es stellt sich heraus, dass König Cronus von Zoran manipuliert wird. Zoran lässt sich dabei von dem Zauberer Sonoy helfen, der mit den Bodenschätzen von Atlantis die Welt erobern will. Die Sklaven bauen Kristalle ab, die das Sonnenlicht absorbieren. Sie können dann benutzt werden, um Hitzestrahlen abzuschießen. Mit der Hilfe des Priesters Azar kann Demetrios die Prinzessin von den arglistigen Zaubersprüchen retten und verhindern, dass der Zauberer den Thron erobert. Mit der Prinzessin kann er dem Untergang des Inselreiches entkommen.

## Kritiken
Das Lexikon des internationalen Films schreibt, der Film biete „Gelegenheit für Hollywoods Trickspezialisten, Vulkane explodieren, Städte bersten, die See beben und Statistenheere in glühender Lava schmoren zu lassen“
TV Spielfilm nennt den Plot „Krude, aber amüsant.“

## Hintergrund
Für den Film, der auf den Santa Catalina Islands in Kalifornien gedreht wurde, wurde Filmmaterial aus den MGM-Produktionen Quo vadis? und Wenn die Marabunta droht verwendet.
Hauptdarsteller Sal Ponti trat hier unter seinem Pseudonym Anthony Hall auf. Wie im Film Der mysteriöse Dr. Lao hat der Sohn des Regisseurs George Pal, Peter, auch hier eine kleine Gastrolle, diesmal als Sklave. Vater George, berühmt geworden mit seinem Science-fiction-Klassiker Die Zeitmaschine, führte nach diesem Film noch zweimal Regie.
Die Ausstattung des Films übernahm der zweifache Oscarpreisträger George W. Davis, der von dem ebenso oscarprämierten William Ferrari unterstützt wurde. Als Set-Decorator fungierte Oscar-Gewinner Henry Grace, für den Ton Franklin Milton.
Die spektakulären Spezialeffekte überwachte auf Seiten der Produktionsfirma der preisgekrönte A. Arnold Gillespie, während Jim Danforth für die Stop-Motion-Animationen zuständig war. Die gemalten Hintergründe wurden durch den ebenfalls oscarprämierten Matte Painter Matthew Yuricich erstellt.